# تپه ریسه
تپه ریسه مربوط به دوران پیش از تاریخ ایران باستان است و در شهرستان دلفان، بخش کاکاوند، روستای ریسه واقع شده و این اثر در تاریخ ۲۵ اسفند ۱۳۸۰ با شمارهٔ ثبت ۵۰۶۴ به‌عنوان یکی از آثار ملی ایران به ثبت رسیده است.